# Fòrum d'estudiants de Salt
El Fòrum d'estudiants de Salt és un projecte d'abast educatiu i social, dirigit a estudiants (des de batxillerat i cicles formatius CFGM, així com universitaris i alumnes de cicles formatius de grau superior CFGS), graduats, docents i antics docents, per orientar, compartir experiències i informar els joves amb l'ànim que continuïn estudiant i s'encoratgin a fer un grau universitari o superior. Compta amb col·laboradors i voluntaris i promou - amb l'ajuda d'una pàgina web de referència - trobades, tallers, coaching personalitzat i altres iniciatives. Les Trobades, organitzades per un equip de treball format per estudiants i professors, se celebren a Salt i compten amb el suport de l'Ajuntament i altres institucions.

## Història
La primera trobada va ser la fundacional i va tractar com enfocar el futur acadèmic. es va celebrar l'u de desembre de 2017, va ser inaugurada per l'alcalde de Salt Jordi Viñas, i va comptar amb les intervencions de l'Estació Jove de Salt i l'escriptor Antoni Puigverd sobre l'educació com a ascensor social, així com l'actuació del grup Bboys Girona.
El 17 març de 2018 es va celebrar la segona trobada, sobre "Continuar estudiant i treballar", que va tractar com compaginar la feina amb els estudis. Aquesta trobada es va celebrar a l'Auditori de la Coma Cros, on cinc experts van donar motius als joves sobre per què estudiar, en una taula de debat moderada pel periodista i president de l'associació Xarxa de Convivència, Mohamed El Amrani.
La tercera trobada va ser el 16 de novembre de 2018 a Les Bernardes sobre els programes de mobilitat internacional com l'Erasmus, i va portar per títol "Més enllà de les aules. Estudiants que es mouen". Va comptar amb una ponència de l'excorresponsal Martí Anglada i Birulés. Hi va haver relats personals, inspiradors i motivacionals i una taula rodona on diversos estudiants van explicar la seva experiència a l'estranger. La quarta Trobada va estar centrada en el tema "Què estudiar? Vine i prova-ho!" i es va desenvolupar el 30 de març a la Factoria Cultural de la Coma Cros, a Salt